# TYSND1
TYSND1‏ (Trypsin domain containing 1) هوَ بروتين يُشَفر بواسطة جين TYSND1 في الإنسان.